# Санта-Мария-де-Марван
Санта-Мария-де-Марван (порт. Santa Maria de Marvão)  —  район (фрегезия) в Португалии,  входит в округ Порталегре. Является составной частью муниципалитета  Марван. По старому административному делению входил в провинцию Алту-Алентежу. Входит в экономико-статистический  субрегион Алту-Алентежу, который входит в Алентежу. Население составляет 645 человек на 2001 год. Занимает площадь 23,40 км².